# Влахо-молдавска верзија старославенског језика
Влашко-молдавски извод старословенског језика је регионална књижевна норма словенског језика на подручју Кнежевине Влашке (1330. године) и Кнежевине Молдавије (1365 године), која је постојала између 14. и 17. века.
Влашко-молдавски извод је основно писана (књижевна) форма у историјским покрајинама Влашкој и Молдацији до 1714. године, када под утицајем фанариота долази до латинизације. Латинизација је започела после побуне сејмена и домобрана из Ердеља, чији је округ био окупиран од стране аустријских Хабсбурговца.